# Liffré-Cormier Communauté
Die Liffré-Cormier Communauté ist ein französischer Gemeindeverband mit der Rechtsform einer Communauté de communes im Département Ille-et-Vilaine in der Region Bretagne. Sie wurde am 10. April 2000 gegründet und umfasst neun Gemeinden. Der Verwaltungssitz befindet sich im Ort Liffré.

## Historische Entwicklung
Mit Wirkung vom 1. Januar 2017 wurde der ursprünglich als Communauté de communes du Pays de Liffré bezeichnete Gemeindeverband um vier Gemeinden aus der Communauté de communes du Pays de Saint-Aubin-du-Cormier erweitert und auf die aktuelle Bezeichnung umbenannt. Eine Neugründung gab es aus diesem Anlass nicht.

## Mitgliedsgemeinden
Die Liffré-Cormier Communauté besteht aus folgenden neun Gemeinden:
| Gemeinde                  | Gallo                  | Bretonisch             | Einwohner (2022) | Fläche (km²) | Code postal | Code Insee |
| ------------------------- | ---------------------- | ---------------------- | ---------------- | ------------ | ----------- | ---------- |
| Chasné-sur-Illet          | Chasnaé                | Kadeneg                | 1.702            | 9,47         | 35250       | 35067      |
| Dourdain                  | Dórdaen                | Dourdan                | 1.225            | 13,80        | 35450       | 35101      |
| Ercé-près-Liffré          | Erczaé                 | Herzieg-Liverieg       | 2.010            | 15,78        | 35340       | 35107      |
| Gosné                     | Gosnae                 | Goneg                  | 2.098            | 18,14        | 35140       | 35121      |
| La Bouëxière              | La Boécierr            | Beuzid-ar-C'hoadoù     | 4.602            | 49,68        | 35340       | 35031      |
| Liffré                    | Lifrei                 | Liverieg               | 8.987            | 66,86        | 35340       | 35152      |
| Livré-sur-Changeon        |                        | Liverieg-Kenton        | 1.737            | 26,37        | 35450       | 35154      |
| Mézières-sur-Couesnon     | Mézierr                | Magoerioù-ar-C'houenon | 1.735            | 24,74        | 35140       | 35178      |
| Saint-Aubin-du-Cormier    | Le Graund-Saent-Aubein | Sant-Albin-an-Hiliber  | 4.145            | 27,41        | 35140       | 35253      |
| Liffré-Cormier Communauté |                        |                        | 28241            | 252,25       | -           | -          |